# 麦积山隧道
麦积山隧道（工程名：大坪里隧道）是宝天高速公路全线的控制性工程，东起天水市麦积区东岔镇，西至利桥镇，为上、下行双洞四车道特长公路隧道。隧道左线长12.286千米，右线长12.290千米，于2005年12月开工建设，其出口段由中铁二十局集团承建，进口段由中铁十六局集团承建，是中国采用矿山法施工、单口掘进最长的高速公路隧道。隧道右线于2009年3月15日贯通，左线于同年6月3日贯通，当年9月25日全线通车。隧道通车时是中国乃至亚洲的第二长的公路隧道，仅次于秦岭终南山隧道，直到2012年被山西太原的西山隧道超过。